# Овальный стадион высшей школы Ниуэ
Овальный стадион высшей школы Ниуэ (англ. Niue High School Oval) — главный стадион в Ниуэ. Размещен в посёлке Алофи, административном центре острова Ниуэ (владение Новой Зеландии) в южной части Тихого океана.
На стадионе проходят соревнования по регби и матчи чемпионата Ниуэ по футболу.
Вместимость трибун — 1 000 зрителей, что больше числа жителей Алофи (около 700)